# ライオンの経済学
ライオンの経済学（ライオンのけいざいがく、英: The economics of a lion）とは、自然保護を、土地利用や経済学の見地から分析した研究で、エコツーリズムの紹介によく利用される論文である。

## 概要
フィリップ・トレッシャはアフリカのケニアアンボセリ国立公園において調査した。動物を見るための観光客による外貨収入を見学者の消費時間から割り出し、さらにサファリにおける動物ごとの消費時間を単価計算した。
トレッシャの調査によると、この見学ツアーの消費時間は、60%の人が、約2時間半(144分)に含まれ、40%の人が約1時間半(96分)に含まれている。このツアーにおいて、動物ごとに探索時間は異なっていて、「ライオンは40分」「チーターは32分」「ゾウは25分」「キリンは8分」「その他は17分」である。そして風景（キリマンジェロ山）など鑑賞する人は、31%にすぎない。また、観光客は、最低2頭のライオンを見たいと考えている。またライオンを見て満足できるのは、成長後約6-7年間である。これらサファリ観光の条件を外貨収入で換算すると、ライオン1頭の価値は、$515000である。しかし、ハンティング観光では、滞在費（21日）+ガイド代は約＄8500で、毛皮１頭の下取り価格は＄960-＄1325である。したがって、ライオンの価値は、＄10000にすぎない。したがって、動物保護の方が約50倍経済的効果があると言える。
この研究は、自然保護と開発利用の経済効果を計る基礎理論として、開発地上国では活用され、先進国では、エコツーリズムの啓蒙に使われている。